# 台視週日卡通
《台視週日卡通》為1980年代中臺灣電視公司主要於每週日上午11:00～12:00（台灣時間，以下皆同）播出動畫節目的時段。

## 概要
本時段始於1984年（民國73年）7月1日首播卡通《大英雄》（此作台視日後曾重播，更名為《銅達武士》），播映期間為1984年7月1日至同年11月25日止。
而1985年2月10日至同年6月23日期間，被挪至該時段播出的《妮妮與安安》時段為上午11點到11點30分，與同年首播的《太空超人》則為11點30分到12點，播至1985年7月7日。
自1985年7月14日起，改為上午11點播出，直到1986年5月11日結束。
而1985年7月14日至1986年1月5日期間，於上午11點30分時段播出的卡通為《超時空世紀》，接替的卡通為《戰鬥王》（1986年1月12日至4月27日），1986年6月5日至1987年1月4日期間播出《超時空騎兵》，之後的卡通陸續有《小奇兵》、《神力女超人》、《外星一對寶》、《無敵龍捲風》、《無敵六超人》、《星際警長》、《宇宙奇兵》、《無敵英雄》。
1993年（民國82年）1月24日起，《台視週日卡通》停播，原時段改為轉播NBA賽事。
《台視週日卡通》早期的最主要特色，為專門播映美泰兒（Mattel）贊助之動畫作品，在本時段內播出的電視廣告，大多全為該公司的玩具商品。

## 播映卡通
- 1984年

- 大英雄

1984年7月1日至11月25日播出，台視後來曾重播，並更名為《銅達武士》。
- 1985年

- 妮妮與安安（アルプス物語 わたしのアンネット）

原於1984年7月20日至1985年2月8日期間，在每週五下午時段播出。
- 太空超人（He-Man and the Masters of the Universe）

本作品第一季原由中華電視公司於1983年9月9日至1984年12月7日，在每週五下午6:00～6:30播出，第二季改由台視購入在本時段播出。
- 超時空世紀（Blackstar）

1985年6月30日至1985年7月14日每週日上午11:00～11:30播出，1985年8月4日至1986年1月5日每週日上午11:30～12:00播出。
- 1986年

- 戰鬥王（Mighty Orbots）
- 神力女超人（She-Ra: Princess of Power）

太空超人之姐妹作。起初於1985年10月7日於每週一下午播出，並從1986年5月25日開始逐而轉移至本時段放映。
- 超時空騎兵（特装機兵ドルバック）

- 1987年

- 無敵龍捲風（マグネロボガ・キーン）
- 小奇兵（Star Wars:Ewoks）
- 外星一對寶（Star Wars:Droids The Adventures of R2-D2 and C-3PO）
- 星際警長（BraveStarr）

- 1988年

- 無敵六超人（Bionic Six）

- 1989年

- 宇宙奇兵（／Saber Rider and the Star Sheriffs）

原為日本動畫，台視購入播映者為美國所播出的重新剪輯配音版本。
- 無敵英雄
- 卡通天地（Comic Strip）

本作品由以下四部短篇動畫所組成，每週固定輪流播出其中三部作品。
- 虎鯊神兵（TigerSharks）
- 跳跳蛙（Street Frogs）
- 巧巧怪獸營（Mini Monsters）
- 空手道貓（Karate Kat）

- 1990年

- 超級瑪琍（The Super Mario Bros. Super Show!）

另外台視也曾於1994年其他時段播出以《超級瑪俐歐3》為主題的第二季。
- 1992年

於7月5日開始本時段挪前至上午10:30播出。
- 妙幻仙女
- 新太空超人（The New Adventures of He-Man）

在本專門時段結束後，未播畢的劇集則挪至其他時段播出。

## 参見
- 臺灣電視公司
- 電視動畫